# Limavady
Limavady (do irlandês: Léim a' Mhadaidh, significando: salto do cão) é uma cidade de mercado no Condado de Derry, Irlanda do Norte, com o planalto de Binevenagh como pano de fundo. Situa-se a 27 km a leste de Derry e a 23 km a sudoeste de Coleraine. No censo de 2011 tinha uma população de 12 032 habitantes. Nos 40 anos entre 1971 e 2011, a população de Limavady quase dobrou. Limavady está dentro do Distrito de Causeway Coast e Glens.
De 1988 a 2004, um total de 1 332 casas foram construídas na cidade, principalmente em Bovally, ao longo do extremo sudeste da cidade. O grande parque industrial de Aghanloo fica a 3 km ao norte da cidade.

## História
Limavady e seus assentamentos em torno derivam de raízes celtas, embora ninguém tenha certeza sobre a data exata da origem de Limavady. Estimativas datam de cerca de 5 AD. Os primeiros registros falam de São Columba, que presidiu uma reunião de reis em Mullagh Hill perto de Limavady em 575, um local que agora faz parte do Roe Park Golf Resort.
A Irlanda Gaélica foi dividida em reinos, cada um governado por uma família ou clã. Na área de Limavady, a família predominante foi a O'Cahans. Sua marca é encontrada em toda parte da cidade e arredores. A Rocha O'Cahan's é um dos principais pontos históricos de Limavady. Este é o lugar onde, de acordo com o mito local, um cão pertencente a um dos chefes tribais saltou o rio para obter ajuda de clãs da proximidade após um ataque inimigo surpresa. Isso deu a Limavady o seu nome, sendo a versão anglicizada Limavady de Leim an Mhadaidh, o que significa salto do cão. Esta rocha, juntamente com outras relíquias da história de Limavady, pode ser vista no Roe Valley Country Park.
A cidade desenvolveu-se a partir de um pequeno povoado de colonos fundado por Thomas Phillips. Em 1610 Thomas Phillips recebeu 13 100 acres de terra em Limavady, que incluía um castelo de O'Cahan. Ele iniciou a construção da 'Nova Cidade de Limavady', que foi disposta num padrão de estrada cruciforme. A Nova Cidade de Limavady foi incorporada, com a nomeação de um reitor e 12 burgueses, em 31 de março de 1613 com um alvará concedido pelo rei Jaime I. Em 1622, 18 casas de um andar e uma estalagem tinham sido construídas e estavam centradas no cruzamento que continha um mastro de bandeira, uma cruz e troncos.
Limavady teve uma associação precoce com as indústrias de linho e whiskey irlandês. Em 1608, uma licença foi concedida a Thomas Phillips pelo rei Jaime I para destilar uísque.
A destilaria Limavady foi fundada em 1750 nas margens do rio Roe. Limavady, no entanto, não se beneficiou da expansão subsequente da fabricação de linho no século XIX. Como resultado, permaneceu como uma cidade mercantil de tamanho modesto até o final do século XX.
Em 1941, a Força Aérea Real Limavady, uma base para patrulhas aéreas sobre o Atlântico durante a Segunda Guerra Mundial, foi inaugurada ao norte da cidade. A Força Aérea Real deixou a base em 1945, mas continuou como estação aérea naval até 1958, quando o terreno foi devolvido ao uso agrícola.
Durante os Conflitos na Irlanda do Norte, quatro pessoas foram mortas em ou perto de Limavady pelo Exército Republicano Irlandês Provisório. Dois eram membros das forças de segurança e dois eram civis mortos por uma bomba enquanto passavam pela delegacia Limavady Royal Ulster.
Em 1987, Limavady tornou-se famosa como o ponto de chegada não intencional para a primeira travessia transatlântica de balão de ar quente do mundo por Richard Branson e Per Lindstrand.

## Townlands
Limavady surgiu dentro da townland de Rathbrady Beg na paróquia de Drumachose e era originalmente conhecida como Newtown Limavady. Ao longo do tempo, a área urbana se expandiu para as townlands circundantes. Entre elas:
- Bovally (do irlandês: Bó Bhaile, townland das vacas)
- Coolessan (do irlandês: Cúil Leasáin, recanto do pequeno forte)
- Enagh (do irlandês: Eanach, pântano)
- Killane (do irlandês: Coill Leathan, bosque amplo)
- Rathbrady Beg (do irlandês: Ráth Brighde Beag, pequeno forte de Santa Brígida)
- Rathbrady More (do irlandês: Ráth Brighde Mór, grande forte de Santa Brígida)

## Política
Limavady está na área de Causeway Coast e Glens Borough Council e no distrito eleitoral de East Londonderry para as eleições para o Parlamento do Reino Unido e a Assembleia da Irlanda do Norte. Em 2014, os habitantes do distrito de Limavady elegeram 3 vereadores do Partido Unionista Democrático, 1 do Partido Social Democrata e Trabalhista e 1 do Sinn Féin para o conselho do burgo.

## Locais de interesse
- Limavady situa-se na área do vale do rio Roe e o Roe Valley Country Park no rio Roe localiza-se a sudoeste da cidade.
- O local de nascimento do primeiro-ministro da Nova Zelândia, William Massey, fica na Irish Green Street. As proximidades da Massey Avenue recebe seu nome em sua homenagem.
- A coleção arqueologicamente significativa do Broighter Gold foi encontrada nas proximidades, em 1896. Ela se encontra atualmente no Museu Nacional em Dublin.
- Jane Ross, quem primeiro transcreveu a Londonderry Air, nasceu e viveu em Limavady. A placa é mostrado acima de sua antiga casa na rua principal.

## Cultura Popular

### Danny Boy
Limavady é mais famosa pela música "Londonderry Air" coletada por Jane Ross em meados do século XIX de um violinista local. A melodia foi posteriormente (cerca de 1913) usada para a canção "Danny Boy".
Entre os séculos XII e XVII, a área foi governada pelo clã O'Cahan. "Danny Boy" é extraído de uma melodia composta pelo bardo O'Cahan Rory Dall O'Cahan. A versão original diz respeito ao falecimento do Chefe Cooey-na-Gall, cuja morte pôs fim a uma longa linhagem de chefes O'Cahan na Irlanda.

### Eventos
A cidade hospeda eventos como o NI Super Cup, o Danny Boy Jazz and Blues Festival, o Roe Valley Folk Festival, o Stendhal Festival of Art e a Bishop Hervey International Summer School.

## Transportes
Limavady fica próxima ao Aeroporto da Cidade de Derry, 15 km a oeste, e do porto de Derry, 22 km a oeste.

### Rodovia
- Em 2003 um desvio da estrada foi concluído ao norte de Limavady a um custo de £11.5 milhões.[12] Esse desvio ajudou a diminuir o tempo de viagem na A2 entre Derry e Coleraine.

### Ferrovia
- A Limavady Railway era um ramal para a linha principal Derry - Belfast. A estação ferroviária de Limavady foi inaugurada em 29 de dezembro de 1852, fechada para o transporte de passageiros em 3 de julho de 1950 e, finalmente, fechada completamente em 2 de maio de 1955. A estação de junção de Limavady foi inaugurada em 1 de março de 1855 e, finalmente, fechada em 17 de outubro de 1976.[13] Limavady já não é mais servida por ligações ferroviárias - a estação mais próxima fica em Bellarena, aproximadamente 8 km afastada da cidade.

A estação ferroviária de Bellarena tem trens diretos a oeste para Derry e a leste para Castlerock, Coleraine (para as estações de Portrush) e estações para Belfast Central e Belfast Great Victoria Street.

### Canal
- O Broharris Canal foi construído na década de 1820, escavando-se 3,2 km de comprimento ao longo da margem sul do Lough Foyle, perto de Ballykelly, na direção de Limavady. Os habitantes de Limavady apelaram para a construção de um canal partindo do Lough Foyle até a cidade, mas o pedido foi rejeitado, e o Broharris Canal foi o mais próximo que eles conseguiram obter para tal ligação navegável.

## Educação
Há quatro escolas primárias, três escolas secundárias, uma faculdade regional e uma escola de necessidades especiais em Limavady. As escolas de Limavady estão localizadas próximas umas das outras em uma área chamada de 'círculo de educação'. As três escolas secundárias estão todas localizadas ao longo do mesmo trecho da estrada (Ballyquin Road e Irish Green Street), com a Escola Especial Limegrove no lado oposto à Limavady Grammar School, a Termoncanice Primary em frente a Limavady High School e St. Mary's High School. A Limavady Central Primary School está localizada a uma curta distância das outras escolas.

### Escolas primárias
- Termoncanice Primary School
- Roe Valley Integrated Primary
- Limavady Central Primary School
- Drumachose Primary School

### Escolas secundárias
- St Mary's High School
- Limavady Grammar School
- Limavady High School

### Faculdade regional
- North West Regional College

### Escola de necessidades especiais
- Rossmar Special School (antigamente Limegrove/Greystone Hall)

## Esporte
- Limavady United F.C. clube de futebol
- Wolfhounds GAC é o clube local da Gaelic Athletic Association
- Newtown Y.F.C.
- Drummond Cricket Club
- Roe Rovers F.C.
- Roe Valley Cycling Club
- Roe Valley F.C.

## Demografia
No dia do censo (27 de março de 2011), havia 12 032 habitantes em Limavady (4 759 famílias), representando 0,66% do total da Irlanda do Norte. Destes:
- 21,52% tinham menos de 16 anos e 13,54% tinham 65 anos ou mais;
- 51,37% da população habitualmente residente era do sexo feminino e 48,63% do sexo masculino;
- 51,83% pertencem ou foram criados em uma religião 'protestante e outra cristão (incluindo cristãos)' e 44,41% pertencem ou foram criados na religião católica;
- 56,27% indicaram que tinham uma identidade nacional britânica, 31,08% tinham uma identidade nacional da Irlanda do Norte e 18,47% tinham uma identidade nacional irlandesa (os entrevistados poderiam indicar mais de uma identidade nacional);
- 37 anos era a idade média (mediana) da população;
- 9,20% tinham algum conhecimento do scots de Ulster e 6,43% tinham algum conhecimento de irlandês (gaélico).